# Ágnes Studer
Ágnes Studer (Szekszárd, 10 settembre 1998) è una cestista ungherese.

## Carriera
Con l'Ungheria ha disputato i Campionati europei del 2019.